# Chiesa di San Francesco di Paola (Gallipoli)
La chiesa di San Francesco da Paola è una chiesa del centro storico di Gallipoli eretta nel 1621 e facente parte del soppresso convento dei frati minimi (o paolotti). La chiesa è sede della Confraternita di Santa Maria ad Nives o Cassopo.

## Storia del convento e della chiesa
Il convento dei Paolotti, sorto in origine su alcune case situate presso il santuario di Santa Maria del Canneto fuori le mura, fu spostato all'interno della città vecchia grazie alla donazione di fra' Carlo, appartenente alla famiglia gallipolitana degli Abatizzi. Il convento venne soppresso il 4 gennaio 1809 e l'edificio venne adoperato per vari usi civili fino al suo abbandono. Attualmente è in rovina: restano alcune colonne del chiostro, con tracce di affreschi sulla vita di San Francesco da Paola e sulla storia dell'ordine. La chiesa rimase invece aperta al culto anche dopo la soppressione del convento.

## Architettura

### Esterno
La sobria facciata, di forma rettangolare leggermente timpanata, presenta un semplice portale sormontato da una nicchia contenente la statua di San Francesco di Paola. In asse con il portale si apre una finestra finemente decorata.
La facciata si staglia sulle mura cittadine di fronte al porto. Un secondo ingresso si trova sul lato nella via adiacente.

### Interno
L'interno è costituito da un'unica navata separata dal presbiterio da un maestoso arco trionfale rivestito in legno decorato con motivi floreali e rivestito da foglia d'oronella. In origine aveva una pavimentazione in maiolica, sostituita negli anni '60 del Novecento con una moderna in cotto. Ai lati della navata si conservano due dipinti raffiguranti San Paolo nell'atto della predicazione e San Pietro che riceve il mandato dal Signore.
Nel presbiterio è presente un pregiatissimo altare maggiore su cui si conserva una tela del pittore Romualdo Formosa, raffigurante la Morte di San Giuseppe. Ai lati del presbiterio sono due grandi dipinti, datati alla seconda metà del Seicento e raffiguranti i Miracoli di San Francesco di Paola.
Sulla destra (in cornu evangelii) si trova l'altare dedicato a San Francesco di Paola, con frontale in pietra rivestito d'oro, della metà del Seicento, sormontato da angeli recanti un cartiglio con iscrizione e con dipinto del Bambino Gesù inserito in una cornice sotto l'architrave. Ai lati sono due statue sostenute da cherubini, rappresentanti San Francesco di Sales e San Giovanni di Dio. Al centro dell'altare si trova una tela, raffigurante il santo titolare che consegna la chiesa alla Confraternita di Santa Maria della Neve.
Sulla sinistra il penultimo altare è dedicato a San Michele Arcangelo. La decorazione in pietra, opera di ignoto artista locale della prima metà del Seicento, circonda una nicchia centrale con la statua del santo, raffigurato nell'atto di calpestare il diavolo e rivestito di corazza dorata e drappo rosso
L'ultimo altare a sinistra (in cornu epistolae) è dedicato a San Liborio e ospita in una cornice di legno intagliato, dipinto, stuccato e dorato, la tela raffigurante la Madonna con Bambino e San Liborio.

## Confraternita di Santa Maria ad Nives o Cassopo
La confraternita fu istituita dal vescovo di Gallipoli Gonzalo de Rueda il 22 aprile 1649 con il nome in latino di Sancta Maria ad Nives seu Cassopo. Lo stesso vescovo ne dettò lo statuto che prevedeva la presenza di 80 confratelli, in gran parte maestri ferrai.
Inizialmente la confraternita ebbe sede in un proprio oratorio, intitolato alla Madonna della Neve, che si trovava sul baluardo di San Francesco (attuale Palazzo Ferocino) ed era detta anche "di Cassopo", forse in relazione alla città di Cassiope (poi Santa Maria di Cassopo) a Corfù. Quando l'oratorio si lesionò e divenne inagibile, i confratelli, detti anche "cassobbi", si spostarono prima nella cappella di San Giuseppe (attuale chiesa dei Santi Medici Cosimo e Damiano) e dal 1823 nella chiesa di San Francesco di Paola.
La veste dei confratelli prevede abito e cappuccio celeste, con mozzetta di seta rossa, sulla quale si trovano due “macchiette” ovali, rappresentanti una la Madonna della Neve, l'altra la Pietà dell'altare del Rosario. Durante la processione per la visita ai "Sepolcri" del giovedì santo e nel "ssuppiju" della processione dell'Addolorata il venerdì precedente alla domenica delle palme indossano anche il bordone e il cappello da pellegrino rosso.
La confraternita festeggia San Francesco di Paola la domenica dopo la solennità liturgica della Santissima Trinità e prepara la ricorrenza con riti religiosi (recita del rosario, eucaristia e ricordo delle virtù del santo) per i tredici venerdì precedenti, mentre altre preghiere si tengono nei nove giorni precedenti. Il giorno della festa si tiene una processione fino al molo del porto mercantile, dove si celebra la messa e si getta in mare una corona di alloro in memoria della gente di mare.
Un'altra festa religiosa della confraternita è quella in onore di santa Maria della Neve, che si celebra il 5 agosto, preparata da un triduo di preghiere. In questa occasione si ha l'ingresso nella confraternita di nuovi aderenti e si porta in processione il simulacro della Vergine della Neve per le strade del centro storico.